# Trudi Makhaya
Gertrude "Trudi" Makhaya là một nhà kinh tế, doanh nhân và nhà văn người Nam Phi. Cô là cố vấn kinh tế cho Tổng thống Cyril Ramaphosa, tổng thống hiện tại của Nam Phi. Makhaya trước đây đã làm việc tại các văn phòng Deloitte, Genesis Analytics và AngloGold Ashanti ở Nam Phi. Sau đó, cô đã làm việc cho Ủy ban cạnh tranh của Nam Phi từ năm 2010 đến 2014. Năm 2015, Makhaya thành lập Makhaya Advisory. Makhaya có một số bài báo được xuất bản, chủ yếu tập trung vào kinh tế và chính sách cạnh tranh.

## Giáo dục và công việc
Makhaya sinh ra và lớn lên ở Hammanskraal, Gauteng, Nam Phi. Năm 1996, Makhaya ghi danh vào trường St Barnabas, tại Bosmont, Nam Phi. Sau đó, cô nhận được học bổng của Rhodes và đến St Antony's College of Oxford University như một phần của lớp 2002, có bằng MBA và thạc sĩ kinh tế học phát triển. Makhaya cũng đã học tại Đại học Witwatersrand và lấy bằng BCom về Kinh tế và Luật, bằng danh dự về kinh tế và bằng Thạc sĩ Kinh tế.
Trong thời gian làm việc tại Deloitte, Genesis Analytics và AngloGold Ashanti, Makhaya làm việc trong tư vấn quản lý và cũng giữ các vị trí tại công ty. Năm 2010, Makhaya gia nhập Ủy ban cạnh tranh của Nam Phi, ban đầu là một nhà kinh tế chính. Sau đó, cô giữ vai trò phó ủy viên và từng là thành viên của ủy ban điều hành của Ủy ban cạnh tranh. Công việc của cô tại Ủy ban Cạnh tranh chủ yếu tập trung vào kinh tế cạnh tranh và các nhiệm vụ bao gồm đánh giá hiệu quả cạnh tranh liên quan đến các quyết định kinh doanh cũng như phân tích các trường hợp thực thi cạnh tranh. Các nhiệm vụ tiếp theo bao gồm đại diện cho Ủy ban cạnh tranh tại Tòa án cạnh tranh và phục vụ như một nhân chứng chuyên gia. Makhaya cũng là một nhân vật quan trọng trong việc phạt tiền 1,46 tỷ rands đối với một số công ty xây dựng liên quan đến gian lận để tăng giá thầu sân vận động cho FIFA World Cup 2010 trong thời gian làm phó ủy viên của tổ chức Ủy ban. Năm 2014, Makhaya rời khỏi Ủy ban cạnh tranh.